# The Beautiful Gambler
The Beautiful Gambler er en amerikansk stumfilm fra 1921 af William Worthington.

## Medvirkende
- Grace Darmond som Molly Hanlon
- Jack Mower som Miles Rand
- Harry von Meter som Lee Kirk
- Charles Brinley som Jim Devlin
- Herschel Mayall som Rand
- Willis Marks som Mark Hanlon